# Dekanat Cottbus-Neuzelle
Das Dekanat Cottbus-Neuzelle ist eines der drei Dekanate im römisch-katholischen Bistum Görlitz. Es liegt auf dem Gebiet des Landes Brandenburg und umfasst die Pfarreien und Pfarrkuratien Beeskow, Cottbus, Guben, Neuzelle und Spremberg.

## Geschichte
Am 4. August 2004 verfügte Bischof Rudolf Müller die Neuordnung der bisherigen Dekanate Cottbus, Finsterwalde-Lübben, Görlitz, Neuzelle und Senftenberg zum 1. September 2004. Als Grund für die Neustrukturierung wurde die abnehmende Zahl der Gläubigen und Seelsorger im Diasporabistum Görlitz genannt. Zudem war absehbar, dass etwa die Hälfte der bisherigen Pfarreien und Pfarrkuratien im Bistum nicht selbständig würden fortbestehen können. Schon im Pastoralplan des Bistums vom 16. Oktober 2001 war eine Zusammenlegung von Pfarreien vorbereitet worden.

## Dekan
Der Dekan und sein Stellvertreter werden durch den Bischof ernannt. Die Priester des Dekanatskonventes haben das Vorschlagsrecht nach einer Wahl aus ihren eigenen Reihen. Derzeitiger Dekan ist der Propst der Propsteipfarrei Zum Guten Hirten Cottbus. Dem Dekan obliegt die Verantwortung für die Durchführung regelmäßiger Dekanatskonvente zum Informationsaustausch unter den Priestern und Mitarbeitern. Im Falle des Todes eines Priesters des Dekanates ist der Dekan verantwortlich für die Durchführung der Beerdigung.

## Liste der Kirchengebäude
Die Liste enthält die Pfarrkirchen im Dekanat Cottbus-Neuzelle und die jeweils zugeordneten Filialkirchen bzw. Kapellen:
Erläuterungen zum Status: P = Propsteikirche, Pfk = Pfarrkirche, Kk = Kuratienkirche, Fk = Filialkirche, K = Kapelle
| Bild | Kirche                                                                              | Ort                          | Status | Anmerkungen |
| ---- | ----------------------------------------------------------------------------------- | ---------------------------- | ------ | --- |
|      | Hl. Geist Beeskow (Pfarrkuratie Hl. Geist Beeskow)                                  | Beeskow                      | Kk     | |
|      | St. Maria Storkow-Hubertushöhe (Filialkirche der Pfarrkuratie Hl. Geist Beeskow)    | Storkow                      | Fk     | geweiht 1998 |
|      | St. Maria Friedenskönigin (Propsteipfarrei Zum Guten Hirten Cottbus)                | Cottbus                      | P      | am 1. September 2012 wurde die Pfarrei aus bisher drei eigenständigen Gemeinden neugegründet. |
|      | Christuskirche (Filialkirche der Propsteipfarrei)                                   | Cottbus                      | Fk     | nach Nichtnutzung der Kirche seit 1967 wieder in kirchlicher Nutzung |
|      | St.-Edith-Stein-Kirche (Filialkirche der Propsteipfarrei)                           | Cottbus                      | Fk     | |
|      | St. Joseph der Arbeiter Peitz (Filialkirche der Propsteipfarrei)                    | Peitz                        | Fk     | |
|      | St. Hedwig Neuhausen (Kapelle der Propsteipfarrei)                                  | Neuhausen/Spree              | K      | |
|      | St. Paulus Drebkau (Filialkirche der Propsteipfarrei)                               | Drebkau                      | Fk     | |
|      | Herz Jesu Eisenhüttenstadt (Filialkirche der Pfarrei Beata Maria Virgo Neuzelle)    | Eisenhüttenstadt-Fürstenberg | Fk     | Am 1. September 2019 wurde die Kirche der Neuzeller Pfarrei Beata Maria Virgo angeschlossen, zuvor bildete sie mit der Kirche Heilig Kreuz in Schönfließ eine eigene Pfarrei.                        |
|      | Heilig Kreuz Eisenhüttenstadt (Filialkirche der Pfarrei Beata Maria Virgo Neuzelle) | Eisenhüttenstadt-Schönfließ  | Fk     | 1994 geweiht. Am 1. September 2019 wurde die Kirche der Neuzeller Pfarrei Beata Maria Virgo angeschlossen, zuvor bildete sie mit der Kirche Heiligstes Herz Jesu in Fürstenberg eine eigene Pfarrei. |
|      | St. Maria, Mutter der Christenheit Guben (Pfarrei St. Trinitas Guben)               | Guben                        | Pfk    | dazu die Pfarrhauskapelle St. Trinitas |
|      | Stiftkirche St. Mariä Himmelfahrt Neuzelle (Pfarrei Beata Maria Virgo Neuzelle)     | Neuzelle                     | Pfk    | vom 13. Jahrhundert bis 1817 Stiftkirche des Stiftes Neuzelle, seit 2018 Klosterkirche des Zisterzienserpriorates Neuzelle (Stift Heiligenkreuz)                                                     |
|      | St. Benno (Spremberg) (Pfarrei St. Benno Spremberg)                                 | Spremberg                    | Pfk    | 2016 wurde die Pfarrei St. Benno aus dem bisher eigenständigen Pfarrgemeinden Spremberg, Forst und Döbern neugegründet.                                                                              |
|      | St. Michael Schwarze Pumpe (Filialkirche der Pfarrei St. Benno Spremberg)           | Spremberg-Schwarze Pumpe     | Fk     | am 8. Juli 2023 profaniert |
|      | St. Josef Bloischdorf (Filialkirche der Pfarrei St. Benno Spremberg)                | Bloischdorf                  | Fk     | |
|      | Herz-Jesu-Kirche Forst (Filialkirche der Pfarrei St. Benno Spremberg)               | Forst (Lausitz)              | Fk     | bis 2016 Pfarrkirche der Pfarrei Heiligstes Herz Jesu Forst |
|      | Corpus-Christi-Kirche Döbern (Filialkirche der Pfarrei St. Benno Spremberg)         | Döbern                       | Fk     | bis 2016 Pfarrkirche der Pfarrei Corpus Christi Döbern |